# Stadion Akademii Piłkarskiej w Erywaniu
Stadion Akademii Piłkarskiej – stadion piłkarski w Erywaniu, stolicy Armenii. Został otwarty w 2013 roku. Może pomieścić 2500 widzów.
Stadion jest częścią akademii piłkarskiej, która została otwarta 1 września 2010 roku. Ceremonia otwarcia stadionu odbyła się 29 kwietnia 2013 roku przy udziale burmistrza miasta, Tarona Margarjana. Obiekt posiada jedną, zadaszoną trybunę od strony zachodniej oraz sztuczne oświetlenie osadzone na czterech masztach. Stadion otaczają boiska akademii piłkarskiej, w skład której wchodzą także korty tenisowe, basen czy hala sportowa. Obiekt był jedną z aren piłkarskich Mistrzostw Europy U-19 w 2019 roku. Rozegrano na nim cztery spotkania fazy grupowej turnieju.